# Vlaams Wielercentrum Eddy Merckx

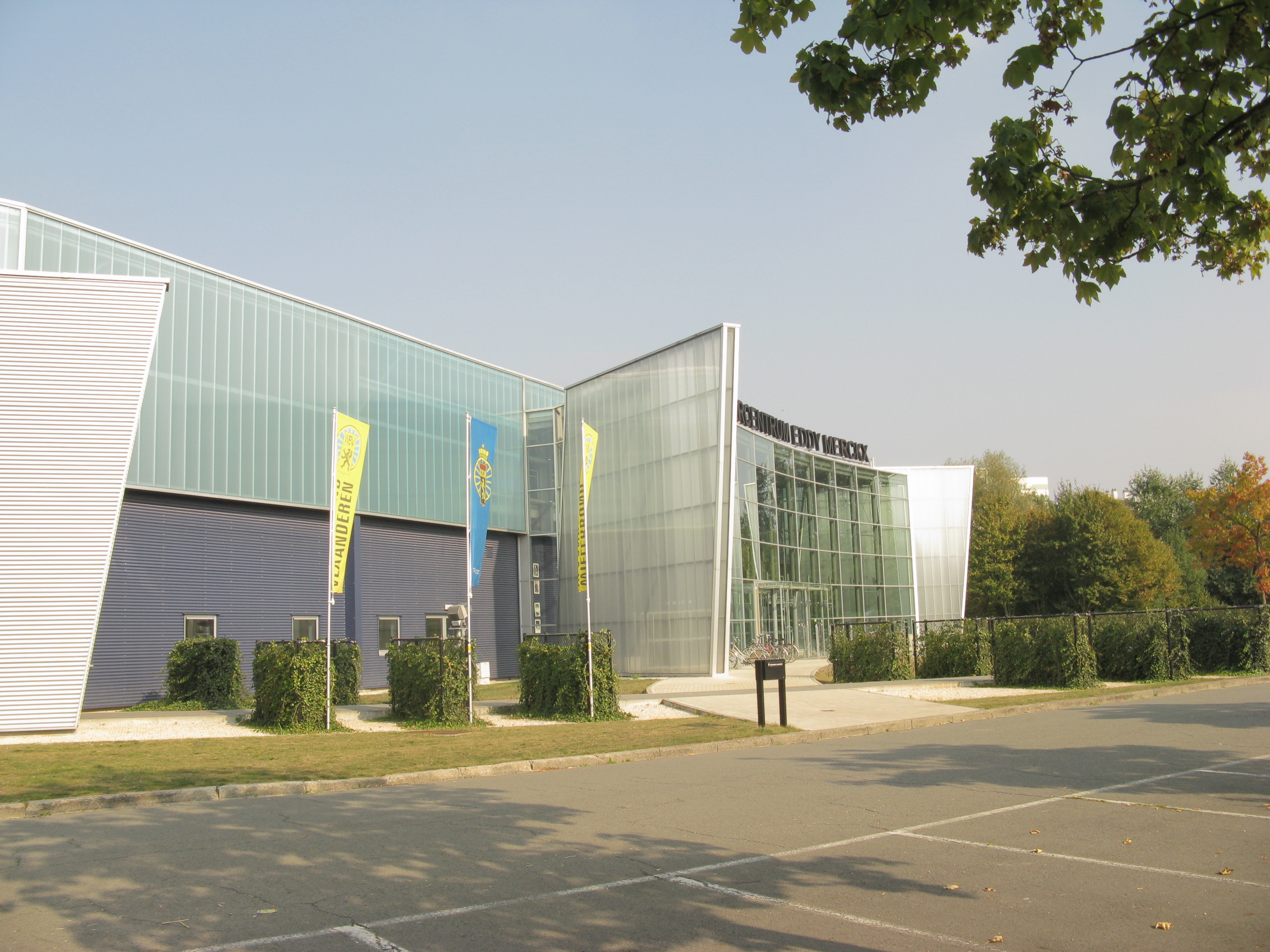
Het Wielercentrum

Het Vlaams Wielercentrum Eddy Merckx is een overdekte wielerpiste in de Belgische stad Gent. Ze werd ontworpen door het Gentse architectenbureau Avapartners.

## Geschiedenis
In 1988 werd de openluchtpiste "Blaarmeersen" gebouwd in het recreatiecentrum Blaarmeersen aan de Watersportbaan te Gent. Het wereldkampioenschappen baanwielrennen werd er datzelfde jaar georganiseerd.
In 2005 werd de piste Blaarmeersen overdekt. Op 17 februari 2006 werd het "Vlaams Wielercentrum Eddy Merckx" officieel geopend. De permanent overdekte baan van 250 meter draagt de naam van de Belgische wielrenner en ex-wereldkampioen Eddy Merckx.

### Bouw piste
- Voor de realisatie en financiering van dit project werd op 9 november 2003 een samenwerkingsakkoord afgesloten tussen de Vlaamse regering, Bloso, het provinciebestuur van Oost-Vlaanderen, het stadsbestuur van Gent, de Koninklijke Belgische Wielrijdersbond vzw en de Wielerbond Vlaanderen vzw. Rekening houdend met de ervaring bij dergelijke samenwerkingsvormen trad het Bloso op als bouwheer.
- In september 2004 begon men met de afbraak van de bestaande piste in de Blaarmeersen. De metalen constructie en de houten piste zelf bleven behouden. De tribune en de kleedkamers werden opgefrist.
- Vanaf december 2004 begon de bouw van de overkapping van de wielerpiste.
- Het project werd op 6 december 2004 voorgesteld aan de pers door Vlaams minister van Sport Bert Anciaux samen met de andere partners.
- 17 februari 2006: officiële opening.

### Randaccommodatie
- 25 juni 2009: opening van het eerste Oost-Vlaamse BMX-parcours, een baan die voldoet aan de UCI-normen (samenwerking van Bloso, Stad Gent en Wielerbond Vlaanderen). Het parcours is 375 meter lang, heeft 4 stroken in dolomiet, 3 bochten en een startheuvel met volautomatisch starthekken. Het parcours is zowel voor wedstrijdrijders als voor recreanten en starters toegankelijk.
- Eind 2011 werd door de Stad Gent nog een BMX-oefenpiste aangelegd naast de BMX-piste.
- Aan de achterzijde van de wielerpiste bevinden zich afspuitplaatsen voor mountainbikes.
- Op het middenplein van de piste kunnen ook andere sporten worden beoefend. Er zijn terreinen voor handbal, korfbal, volleybal, badminton en cyclobal.

De overdekte wielerbaan, de BMX-piste en het middenplein worden door Sport Vlaanderen (het vroegere Bloso) beheerd en geëxploiteerd.

### Cycling Vlaanderen
Sinds 2006 zijn in het wielercentrum ook kantoren van de Vlaams wielerbond gevestigd. Ook de trainers van de topsportschool voor het wielrennen zijn hier gevestigd.
1. ↑  Gent de wieg van het Belgische wielrennen. stad.gent (15 May 2024).